# Cryptanthus lyman-smithii
Cryptanthus lyman-smithii är en gräsväxtart som beskrevs av Elton Martinez Carvalho Leme. Cryptanthus lyman-smithii ingår i släktet Cryptanthus, och familjen Bromeliaceae. Inga underarter finns listade i Catalogue of Life.